# گلن فلشلر
گلن فلشلر (انگلیسی: Glenn Fleshler؛ زادهٔ ۱ سپتامبر ۱۹۶۸) بازیگر یهودی‌تبار اهل ایالات متحده آمریکا است. وی از مدرسه هنر تیش مدرک کارشناسی ارشد هنر دریافت داشت.
از فیلم‌ها یا برنامه‌های تلویزیونی که وی در آن نقش داشته‌است، می‌توان به جوکر،خشن‌ترین سال، قصبه را بلرزان، مأمور تحویل، جیب خدا، مرغ دریایی و کارآگاه حقیقی اشاره کرد.